# Presidente do Parlamento Europeu
O presidente do Parlamento Europeu é responsável pela supervisão de todas as atividades do Parlamento Europeu e dos seus corpos constitutivos. Preside a todas as sessões plenárias, reuniões do Bureau e Conferências de Presidentes. Representa o Parlamento Europeu nas relações externas, especialmente a nível internacional. O papel que cumpre é similar ao de qualquer presidente de um parlamento nacional. Ocupa o primeiro lugar na precedência protocolar na União Europeia.
O Bureau é o corpo regulador responsável pelas matérias administrativas. Está integrado pelo Presidente, catorze vice-presidentes e seis questores que são responsáveis pela administração de todos os temas relacionados directamente com os Membros do Parlamento Europeu. Elege-se todos os membros do Bureau por um período de trinta meses, realizando-se a eleição no principio e na metade do período de cinco anos do parlamento. 
A Conferência de Presidentes é formada pelo Presidente e pelos diversos Presidentes dos grupos políticos que integram o Parlamento. Este é o corpo responsável pela organização do Parlamento.

## Lista de presidentes

### 1952-1958: Assembleia Comum
| Período   | Presidente                                                     | Partido                            | Estado             |
| 1952–1954 | Paul-Henri Spaak                                               | Socialista                         | Bélgica            |
| 1954      | Alcide De Gasperi (falecido durante o mandato, a 19 de Agosto) | Democracia Cristã                  | Itália             |
| 1954–1956 | Giuseppe Pella                                                 | Democracia Cristã                  | Itália             |
| 1956–1958 | Hans Furler                                                    | União Democrata Cristã da Alemanha | Alemanha Ocidental |

### 1958-1962: Assembleia Parlamentar
| Período   | Presidente     | Partido                            | Estado             |
| 1958–1960 | Robert Schuman | Movimento Republicano Popular      | França             |
| 1960–1962 | Hans Furler    | União Democrata Cristã da Alemanha | Alemanha Ocidental |

### 1962-1979: Parlamento designado
| Período   | Presidente             | Partido                              | Estado             |
| 1962–1964 | Gaetano Martino        | Partido Liberal Italiano             | Itália             |
| 1964–1965 | Jean Pierre Duvieusart | Cristão Democrata                    | Bélgica            |
| 1965–1966 | Victor Leemans         | Cristão Democrata                    | Bélgica            |
| 1966–1969 | Alain Poher            | Movimento Republicano Popular        | França             |
| 1969–1971 | Mario Scelba           | Democracia Cristã                    | Itália             |
| 1971–1973 | Walter Behrendt        | Partido Social Democrata da Alemanha | Alemanha Ocidental |
| 1973–1975 | Cornelis Berkhouwer    | Liberal                              | Países Baixos      |
| 1975–1977 | Georges Spénale        | Partido Socialista Francês           | França             |
| 1977–1979 | Emilio Colombo         | Democracia Cristã                    | Itália             |

### Desde 1979: Parlamento eleito
| Legislatura | Período       | Presidente                                                  | Partido                                                         | Estado        |
| 1ª          | 1979–1982     | Simone Veil                                                 | Partido Europeu dos Liberais, Democratas e Reformistas          | França        |
| 1ª          | 1982–1984     | Piet Dankert                                                | Partido Socialista Europeu                                      | Países Baixos |
| 2ª          | 1984–1987     | Pierre Pflimlin                                             | União para a Democracia Francesa/Reagrupamento para a República | França        |
| 2ª          | 1987–1989     | Lord Plumb                                                  | Partido Popular Europeu                                         | Reino Unido   |
| 3ª          | 1989–1992     | Enrique Barón Crespo                                        | Partido Socialista Europeu                                      | Espanha       |
| 3ª          | 1992–1994     | Egon Klepsch                                                | Partido Popular Europeu                                         | Alemanha      |
| 4ª          | 1994–1997     | Klaus Hänsch                                                | Partido Socialista Europeu                                      | Alemanha      |
| 4ª          | 1997–1999     | José María Gil-Robles y Gil-Delgado                         | Partido Popular Europeu                                         | Espanha       |
| 5ª          | 1999–2002     | Nicole Fontaine                                             | Partido Popular Europeu                                         | França        |
| 5ª          | 2002–2004     | Pat Cox                                                     | Partido Europeu dos Liberais, Democratas e Reformistas          | Irlanda       |
| 6ª          | 2004–2007     | Josep Borrell                                               | Partido Socialista Europeu                                      | Espanha       |
| 6ª          | 2007–2009     | Hans-Gert Pöttering                                         | Partido Popular Europeu                                         | Alemanha      |
| 7ª          | 2009-2012     | Jerzy Buzek                                                 | Partido Popular Europeu                                         | Polónia       |
| 7ª          | 2012–2014     | Martin Schulz                                               | Partido Socialista Europeu                                      | Alemanha      |
| 8ª          | 2014-2017     | Martin Schulz                                               | Partido Socialista Europeu                                      | Alemanha      |
| 8ª          | 2017–2019     | Antonio Tajani                                              | Partido Popular Europeu                                         | Itália        |
| 9ª          | 2019-2022     | David Sassoli (falecido durante o mandato, a 11 de janeiro) | Partido Socialista Europeu                                      | Itália        |
| 10.ª        | 2022–presente | Roberta Metsola                                             | Partido Popular Europeu                                         | Malta         |

## Eleição do Presidente

### 6.ª Legislatura
Após as eleições europeias de Junho de 2004, os eurodeputados escolhidos pelos cidadãos europeus formaram o novo Parlamento, sendo a primeira força o Partido Popular Europeu, seguida pelo Partido Socialista Europeu. Estas duas formações acordaram escolher um presidente socialista de Julho de 2004 a Janeiro de 2007 e, posteriormente, de Janeiro de 2007 a Julho de 2009, um presidente vindo do PPE.

#### Eleição do 11.º Presidente
Em 20 de Julho de 2004 foi escolhido no Parlamento um novo presidente.
| Candidatos        | Partido                                        | Estado  | Votos |
| ----------------- | ---------------------------------------------- | ------- | ----- |
| Josep Borrell     | Partido Socialista Europeu                     | Espanha | 388   |
| Bronisław Geremek | Partido Europeu Liberal Democrata e Reformista | Polónia | 208   |
| Francis Wurtz     | Partido da Esquerda Europeia                   | França  | 51    |

#### Eleição do 12.º Presidente
Em 16 de Janeiro de 2007 foi escolhido no Parlamento um novo presidente.
| Candidatos          | Partido                      | Estado    | Votos |
| ------------------- | ---------------------------- | --------- | ----- |
| Hans-Gert Pöttering | Partido Popular Europeu      | Alemanha  | 450   |
| Monica Frassoni     | Partido Verde Europeu        | Itália    | 145   |
| Francis Wurtz       | Partido da Esquerda Europeia | França    | 48    |
| Jens-Peter Bonde    | Independência e Democracia   | Dinamarca | 46    |

#### Eleição do 13.º Presidente
Em julho de 2009 foi escolhido no Parlamento um novo presidente: Jerzy Buzek, da Polónia.

#### Eleição do 14.º Presidente
Em 17 de janeiro de 2012 foi escolhido no Parlamento um novo presidente: Martin Schulz, da Alemanha.
| Candidatos    | Partido                    | Estado   | Votos |
| ------------- | -------------------------- | -------- | ----- |
| Martin Schulz | Partido Socialista Europeu | Alemanha | 387   |